# Rock Radio (2002–2006)
Rock Radio – projekt radiowy realizowany przez Grupę Radiową Agory. Pierwsza sieć rockowych rozgłośni działających pod tą nazwą istniała w latach 2002–2006. Tworzyły ją trzy stacje nadające na Śląsku, w Wielkopolsce oraz na Mazowszu (z nadajnikiem w podwarszawskim Nowym Dworze Mazowieckim). Sieć funkcjonowała w pełnym kształcie jedynie przez dziewięć miesięcy.
Od 2014 roku pod nazwą Rock Radio działa sieć stacji znana wcześniej jako Radio Roxy. W jej skład wchodzi m.in. dawne Rock Radio Wielkopolska.

## Powstanie sieci
Inicjatywa narodziła się na terenie Górnego Śląska, gdzie 14 listopada 2002 roku uruchomiono Rock Radio Śląsk 93,6 FM na bazie koncesji wcześniej nadającego na tej częstotliwości Radia 93,6 Pop FM. Rozgłośnia należała do Barys Sp. z o.o., której większościowym akcjonariuszem była Agora. Program emitowała z Tychów, z budynku Agory przy ul. Towarowej. Nadajniki zlokalizowano na kominie Elektrociepłowni Katowice, na granicy Katowic i Siemianowic Śląskich. Stacja obejmowała zasięgiem niecałe 300 tys. mieszkańców aglomeracji katowickiej.
Rozgłośnia zatrudniała na stałe sześć osób, w tym prezenterów. Program na żywo nadawany był zwykle od 6.00 do 24.00, a w nocy głównie reklamy lub powtórki. Wieczorami emitowano audycje autorskie poświęcone różnym odmianom rocka. Dyrektorem programowym radia został Zbigniew Zegler (Zizi).
9 listopada 2002 roku, pięć dni przed uruchomieniem śląskiej rozgłośni powstała druga rozgłośnia sieci, Rock Radio Wielkopolska 105,4 FM, przekształcona z wykupionego wcześniej przez Agorę Radia Wielkopolska, nadająca ze Śremu. Niedługo potem ruszyło także Rock Radio Mazowsze 95,8 FM, emitujące program z Nowego Dworu Mazowieckiego. Wszystkie trzy stacje miały to samo logo i taką samą oprawę dźwiękową, posiadały zaś odrębne zespoły antenowe, nadające lokalne audycje.

## Programy Rock Radia
Na program Rock Radia składała się muzyka rockowa polskich i zagranicznych wykonawców. Najbardziej znane audycje sieci to "60 minut" z muzyką brit pop, prowadzone przez Artura Rojka, wokalistę zespołu Myslovitz, "Po zmrocku", które prowadziła Radiola czyli Ola Bejm, "Pogłosy", których autorem był Marcin Babko, czy "Rzeźnia" Jarosława "DJ Anzelmo" Giersa. Oprócz wyżej wymienionych swoje programy prowadzili: Przemek Wejmann (zespół Guess Why), Tomek Szałkowski ("Szałkowski on the Rocks" z muzyką new-rockową), Piotr Szarłacki ("Podwodna Makakofonia"), Piotr Wierzbicki (audycja o muzyce punk; obecnie w Radiu Kampus) – wszyscy związani niegdyś z Radiostacją. W Radiu Rock Mazowsze audycje prowadzili m.in. Marcin Wyrzykowski i Marcin Migdalski ("Radioprzystanek"; oboje niegdyś związani z Radiostacją) oraz Bartosz Leszczyński i Maciej Kozłowski ("Rokus-Pokus").
Rozgłośnię Rock Radia odwiedził m.in. zespół Metallica. Radio prowadziło konkurs DEMOnter dla wykonawców grających rock, hard rock i heavy metal.

## Rozpad sieci
18 lipca 2003 roku Krajowa Rada Radiofonii i Telewizji podjęła uchwałę o odmowie ponownego udzielenia koncesji Rock Radiu. Bazowano przy tym na monitoringu przeprowadzonym dwa lata wcześniej, gdy na częstotliwości nadawało jeszcze radio Pop FM. Przeciw odebraniu koncesji bezskutecznie protestowało kilkadziesiąt tysięcy słuchaczy oraz wielu polskich artystów. Stacja zakończyła nadawanie 13 września 2003 roku. Wyłączenie nadajników poprzedziły całodniowe audycje pożegnalne oraz transmisja z koncertu pożegnalnego.
Częstotliwość 93,6 MHz została przydzielona stacji NRJ FM, która rozpoczęła nadawanie w listopadzie 2004 roku. Gdy kilka lat później w Agorze powrócono do koncepcji sieci rozgłośni rockowych, postawiono na soft rockowe Roxy FM (także na Śląsku).
Pozostałe dwie rozgłośnie sieci: Rock Radio Wielkopolska 105,4 FM oraz Rock Radio Mazowsze 95,8 FM nadawały jeszcze przez kilka lat. Pod koniec 2004 roku doszło do częściowej reaktywacji Rock Radia Wielkopolska, w którym pojawiły się pasma autorskie i nowości płytowe. Kilka miesięcy później, w listopadzie 2005 roku, na częstotliwości w Wielkopolsce Agora uruchomiła Roxy FM. Latem 2006 roku udziały w spółce nadającej sygnał na Mazowszu zostały sprzedane spółce Region, która po uzyskaniu zgody KRRiT na zmianę nazwy rozgłośni i przeniesienie nadajnika do Warszawy uruchomiła na tej częstotliwości program stołecznego oddziału RMF Maxxx.
W dwa lata po zakończeniu nadawania Rock Radia Śląsk, pracownicy tego radia wzięli udział w tworzeniu nowego projektu – Antyradia (Zbigniew Zegler został dyrektorem muzycznym, natomiast Piotr "Makak" Szarłacki do dziś prowadzi w Antyradiu swoją audycję, nawiązującą do "Podwodnej Makakofonii" z Rock Radia).

## Kalendarium
Historia częstotliwości 93,6 MHz przed rozpoczęciem nadawania przez Rock Radio Śląsk:
- 1996 r. – Na częstotliwości 93,6 MHz rozpoczyna nadawanie Radio Barys[12]. Program emitowany jest z Siemianowic Śląskich z mocą 50 W.
- styczeń 2000 r. – Barys sp. z o.o. (z udziałem Agory) zostaje operatorem Radia Barys na podstawie umowy z Ryszardem Banaszczykiem, dotychczasowym właścicielem stacji i jednym z udziałowców spółki.
- marzec 2000 r. – stacja otrzymuje zgodę na zwiększenie mocy nadawania do 100 W, dzięki czemu poza Siemianowicami można odbierać ją również m.in. w części Chorzowa.
- wrzesień 2000 r. – właściciele decydują się na zmianę charakteru programu na format hot AC oraz jego nazwy na Radio 93,6 POP FM.
- 2001 r. – Krajowa Rada Radiofonii i Telewizji przeprowadza tygodniowy monitoring stacji, którego wyniki posłużą do późniejszego odebrania koncesji.
- kwiecień 2002 r. – KRRiT wyraża zgodę na przeniesienie nadajnika na komin EC Katowice.
- 14 listopada 2002 r. – Rozgłośnia rozpoczyna emisję programu w nowym formacie i pod nową nazwą – Rock Radio Śląsk 93,6 FM.